# رجال في الأبيض (فلم 1934)
رجال في الأبيض (بالإنجليزية: Men in White) فيلم رومانسي أمريكي تم إنتاجه في الولايات المتحدة وصدر في سنة 1934. من بطولة كلارك غيبل.

## روابط خارجية
- مقالات تستعمل روابط فنية بلا صلة مع ويكي بيانات